# Ernest de Sélincourt

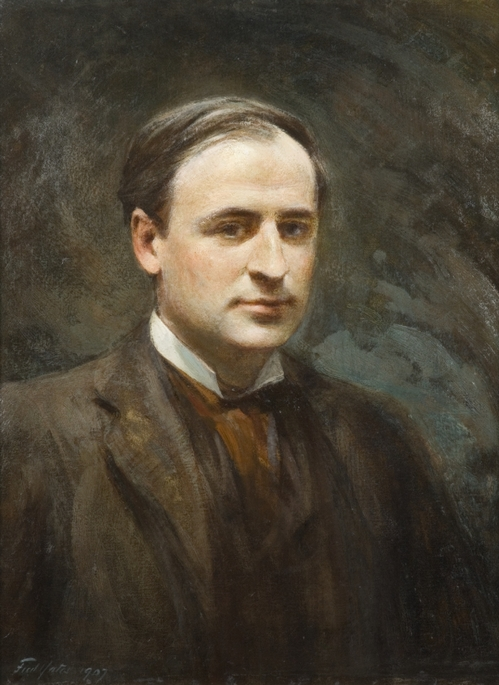
Ernest de Sélincourt, Porträt von Frederic Yates

Ernest de Sélincourt (* 24. September 1870; † 22. Mai 1943) war ein englischer Literaturwissenschaftler. Er war von 1928 bis 1933 Oxford Professor of Poetry.

## Leben
Ernest de Sélincourt besuchte das Dulwich College in London und studierte dann Geisteswissenschaften am University College der Universität Oxford. Ab 1899 lehrte er englische Sprache und Literatur und wurde 1908 zum Professor für Englisch an die Universität Birmingham berufen, deren Vize-Prinzipal er von 1931 bis 1935 war. 1927 wurde er in die British Academy gewählt und von 1928 bis 1933 amtierte er als Oxford Professor of Poetry.
Er starb 1943; seinen Nachlass verwaltet die Universität Birmingham.

## Werke
De Sélincourt machte sich als Forscher und Herausgeber der Werke von John Keats, Edmund Spenser, William Wordsworth und Dorothy Wordsworth einen Namen.